# Наше приредбе (ТВ серија из 1973)
„Наше приредбе” је југословенска телевизијска серија снимљена 1973. године у продукцији Телевизије Београд.

## Радња
Радња серије обухвата време од 1900. до 1950. године: убиство краљевког пара, Први светски рат, период између два рата, време окупације током Другог светског рата и године обнове земље и радних акција.

## Епизоде
| Сезона | Епизода | Назив             | Датум              |
| ------ | ------- | ----------------- | ------------------ |
| 1      | 1       | Оперета           | 28. фебруара 1973. |
| 1      | 2       | Болничарке        | 7. марта 1973.     |
| 1      | 3       | Повратак          | 14. марта 1973.    |
| 1      | 4       | Луди емигранти    | 21. марта 1973.    |
| 1      | 5       | На журу           | 28. марта 1973.    |
| 1      | 6       | Улични свирачи    | 4. априла 1973.    |
| 1      | 7       | Демонстрације     | 25. априла 1973.   |
| 1      | 8       | Окупација         | 9. маја 1973.      |
| 1      | 9       | Кад плачу официри | 16. маја 1973.     |
| 1      | 10      | Акције            | 23. маја 1973.     |

## Улоге
| Глумац                    | Улога                         |
| ------------------------- | ----------------------------- |
| Драган Лаковић            | (7 еп. 1973)                  |
| Србољуб Милин             | (6 еп. 1973)                  |
| Слободан Алигрудић        | Стјепан Јурак (5 еп. 1973)    |
| Јанез Врховец             | (5 еп. 1973)                  |
| Љубомир Ћипранић          | Петар Фисхер (4 еп. 1973)     |
| Душан Јакшић              | (4 еп. 1973)                  |
| Бранислав Цига Миленковић | (4 еп. 1973)                  |
| Предраг Милинковић        | (4 еп. 1973)                  |
| Момчило Станишић          | (4 еп. 1973)                  |
| Жижа Стојановић           | (4 еп. 1973)                  |
| Предраг Ејдус             | (3 еп. 1973)                  |
| Предраг Цуне Гојковић     | (3 еп. 1973)                  |
| Богољуб Петровић          | (3 еп. 1973)                  |
| Зоран Радмиловић          | Господин Лебедев (3 еп. 1973) |
| Данило Бата Стојковић     | (3 еп. 1973)                  |
| Добрила Стојнић           | (3 еп. 1973)                  |
| Горан Султановић          | (3 еп. 1973)                  |
| Љубомир Убавкић           | (3 еп. 1973)                  |
| Гизела Вуковић            | (3 еп. 1973)                  |

 Остале улоге ▼
| Глумац                   | Улога                         |
| ------------------------ | ----------------------------- |
| Предраг Живковић Тозовац | (3 еп. 1973)                  |
| Мира Бањац               | Каролина Хорват (2 еп. 1973)  |
| Зоран Бечић              | Марко Бауер (2 еп. 1973)      |
| Мирослав Бијелић         | Огњен Вељача (2 еп. 1973)     |
| Љиљана Цинцар Даниловић  | (2 еп. 1973)                  |
| Богдан Девић             | Биг Бој Нискота (2 еп. 1973)  |
| Радослав Дорић           | Ксенија Јурак (2 еп. 1973)    |
| Љерка Драженовић         | (2 еп. 1973)                  |
| Азра Халиловић           | (2 еп. 1973)                  |
| Живка Матић              | (2 еп. 1973)                  |
| Богдан Михаиловић        | (2 еп. 1973)                  |
| Надежда Мирковић         | (2 еп. 1973)                  |
| Снежана Никшић           | (2 еп. 1973)                  |
| Богосава Никшић          | (2 еп. 1973)                  |
| Огњанка Огњановић        | (2 еп. 1973)                  |
| Мира Пеић                | (2 еп. 1973)                  |
| Жељка Рајнер             | (2 еп. 1973)                  |
| Јован Ристић             | (2 еп. 1973)                  |
| Радмила Савићевић        | (2 еп. 1973)                  |
| Љубица Аћимовић          | (1 еп. 1973)                  |
| Борис Андрушевић         | (1 еп. 1973)                  |
| Драган Антић             | (1 еп. 1973)                  |
| Станимир Аврамовић       | Томислав Новак (1 еп. 1973)   |
| Љубиша Бачић             | Матија Марушић (1 еп. 1973)   |
| Мелита Бихали            | (1 еп. 1973)                  |
| Павле Богатинчевић       | (1 еп. 1973)                  |
| Светлана Бојковић        | Стела Будичин (1 еп. 1973)    |
| Вера Чукић               | Дора Куртела (1 еп. 1973)     |
| Бранко Цвејић            | Љубо Новосел (1 еп. 1973)     |
| Ђурђија Цветић           | (1 еп. 1973)                  |
| Жарко Данчуо             | Певач (1 еп. 1973)            |
| Богољуб Динић            | (1 еп. 1973)                  |
| Соња Дивац               | (1 еп. 1973)                  |
| Стјепан Џими Станић      | Певач (1 еп. 1973)            |
| Рахела Ферари            | (1 еп. 1973)                  |
| Радосав Гајић            | Певач (1 еп. 1973)            |
| Славица Георгиев         | (1 еп. 1973)                  |
| Предраг Ивановић         | (1 еп. 1973)                  |
| Богдан Јакуш             | (1 еп. 1973)                  |
| Олга Јанчевецка          | Певачица (1 еп. 1973)         |
| Душан Јанићијевић        | (1 еп. 1973)                  |
| Милан Јелић              | (1 еп. 1973)                  |
| Ксенија Јовановић        | (1 еп. 1973)                  |
| Дамјан Клашња            | (1 еп. 1973)                  |
| Нада Кнежевић            | Певачица (1 еп. 1973)         |
| Лидија Кодрич            | (1 еп. 1973)                  |
| Ратко Краљевић           | (1 еп. 1973)                  |
| Тома Курузовић           | (1 еп. 1973)                  |
| Витомир Лекић            | (1 еп. 1973)                  |
| Иванка Лукатели          | (1 еп. 1973)                  |
| Лепа Лукић               | (1 еп. 1973)                  |
| Петар Лупа               | (1 еп. 1973)                  |
| Вјенчеслав Мацан         | (1 еп. 1973)                  |
| Ђорђе Марјановић         | (1 еп. 1973)                  |
| Оливера Марковић         | (1 еп. 1973)                  |
| Радомир Миливојевић      | (1 еп. 1973)                  |
| Дубравка Нешовић         | Певачица (1 еп. 1973)         |
| Весна Пећанац            | (1 еп. 1973)                  |
| Станислава Пешић         | (1 еп. 1973)                  |
| Крста Петровић           | Певач (1 еп. 1973)            |
| Сашка Петровска          | (1 еп. 1973)                  |
| Душан Прелевић           | Певач (1 еп. 1973)            |
| Зоран Ратковић           | (1 еп. 1973)                  |
| Крунослав Кићо Слабинац  | (1 еп. 1973)                  |
| Љиљана Шљапић            | (1 еп. 1973)                  |
| Боро Стјепановић         | (1 еп. 1973)                  |
| Драган Стојнић           | Певач (1 еп. 1973)            |
| Александар Саша Субота   | (1 еп. 1973)                  |
| Миња Субота              | (1 еп. 1973)                  |
| Зорица Шумадинац         | (1 еп. 1973)                  |
| Растко Тадић             | (1 еп. 1973)                  |
| Јосиф Татић              | (1 еп. 1973)                  |
| Милутин Мића Татић       | (1 еп. 1973)                  |
| Снежана Тодоровић        | (1 еп. 1973)                  |
| Божидар Труц             | (1 еп. 1973)                  |
| Мира Васиљевић           | (1 еп. 1973)                  |
| Бисера Велетанлић        | Девојка (1 еп. 1973)          |
| Миња Војводић            | (1 еп. 1973)                  |
| Аљоша Вучковић           | (1 еп. 1973)                  |
| Павле Вуисић             | (1 еп. 1973)                  |
| Душан Вујисић            | (1 еп. 1973)                  |
| Дара Вукотић Плаовић     | (1 еп. 1973)                  |
| Бранимир Замоло          | (1 еп. 1973)                  |
| Аница Зубовић            | Певачица (1 еп. 1973)         |
| Андрија Бајић            | Певач (непознат број епизода) |
| Тома Бајић               | Певач (непознат број епизода) |
| Гордана Јовановић        | (непознат број епизода)       |

Комплетна ТВ екипа ▼
| Редитељ              | Јован Ристић        | (10 еп. 1973)                             |
| Сценариста           | Бора Ћосић          | (10 еп. 1973)                             |
| Сценариста           | Војислав Костић     | (10 еп. 1973)                             |
| Композитор           | Војислав Костић     | (10 еп. 1973)                             |
| Директор фотографије | Војислав Лукић      | (1 еп. 1973)                              |
| Директор фотографије | Александар Петковић | (1 еп. 1973)                              |
| Монтажер             | Милица Петровић     | (1 еп. 1973)                              |
| Сценограф            | Вељко Деспотовић    | (10 еп. 1973)                             |
| Костимограф          | Мира Чохаџић        | (1 еп. 1973)                              |
| Одсек за шминку      | Станислава Зарић    | шминкер (10 еп. 1973)                     |
| Помоћник режије      | Емил Граховац       | помоћник редитеља (непознат број епизода) |